# Temporada 1953-54 de la NBA
La temporada 1953-54 de la NBA fue la 8.ª en la historia de la liga. La temporada finalizó con Minneapolis Lakers como campeones tras ganar a Syracuse Nationals por 4–3. 

## Aspectos destacados
- Indianapolis Olympians desapareció antes de que comenzara la temporada.
- El All-Star Game de la NBA de 1954 se disputó en Nueva York, con la victoria del Este sobre el Oeste por 98–93 en la prórroga. Bob Cousy, de Boston Celtics, ganó el premio MVP.
- Fue el primer año que la NBA tuvo un contrato televisivo. DuMont Television Network televisó 13 partidos, pagando 39.000 dólares por los derechos.

## Clasificaciones
| Equipo                | V  | D  | %V   | P  |
| --------------------- | -- | -- | ---- | -- |
| New York Knicks       | 44 | 28 | .611 | -  |
| Syracuse Nationals    | 42 | 30 | .583 | 2  |
| Boston Celtics        | 42 | 30 | .583 | 2  |
| Philadelphia Warriors | 29 | 43 | .403 | 15 |
| Baltimore Bullets     | 16 | 56 | .222 | 28 |

| Equipo               | V  | D  | %V   | P  |
| -------------------- | -- | -- | ---- | -- |
| Minneapolis Lakers C | 46 | 26 | .639 | -  |
| Rochester Royals     | 44 | 28 | .611 | 2  |
| Fort Wayne Pistons   | 40 | 32 | .556 | 6  |
| Milwaukee Hawks      | 21 | 51 | .292 | 25 |

* V: Victorias
* D: Derrotas
* %V: Porcentaje de victorias
* P: Partidos de diferencia respecto a la primera posición
* C: Campeón

## Playoffs

### Liguilla previa
| Equipo             | Ganados | Perdidos |
| ------------------ | ------- | -------- |
| Minneapolis Lakers | 3       | 0        |
| Rochester Royals   | 2       | 1        |
| Fort Wayne Pistons | 0       | 4        |

| Equipo             | Ganados | Perdidos |
| ------------------ | ------- | -------- |
| Syracuse Nationals | 4       | 0        |
| Boston Celtics     | 2       | 2        |
| New York Knicks    | 0       | 4        |

### Semifinales y final
|  | Finales de División | Finales de División | Finales de División |          |    | Finales NBA | Finales NBA | Finales NBA |  |
|  |                     |                     |                     |          |    |             |             |             |  |
|  |                     |                     |                     |          |    |             |             |             |  |
|  | O1                  | Minneapolis         | 2                   |          |    |             |             |             |  |
|  | O1                  | Minneapolis         | 2                   |          |    |             |             |             |  |
|  | O2                  | Rochester           | 1                   |          |    |             |             |             |  |
|  | O2                  | Rochester           | 1                   |          | O1 | Minneapolis | 4           |             |  |
|  |                     |                     |                     |          | O1 | Minneapolis | 4           |             |  |
|  |                     |                     | E1                  | Syracuse | 3  |             |             |             |  |
|  | E1                  | Syracuse            | E1                  | Syracuse | 3  | 2           |             |             |  |
|  | E1                  | Syracuse            |                     |          |    | 2           |             |             |  |
|  | E2                  | Boston              | 0                   |          |    |             |             |             |  |
|  | E2                  | Boston              | 0                   |          |    |             |             |             |  |
|  |                     |                     |                     |          |    |             |             |             |  |

## Estadísticas
| Categoría                    | Jugador        | Equipo                | Estadísticas |
| ---------------------------- | -------------- | --------------------- | ------------ |
| Puntos por partido           | Neil Johnston  | Philadelphia Warriors | 24.4         |
| Rebotes por partido          | Harry Gallatin | New York Knicks       | 15.3         |
| Asistencias por partido      | Bob Cousy      | Boston Celtics        | 7.2          |
| Porcentaje de tiros de campo | Ed Macauley    | Boston Celtics        | 48.6         |
| Porcentaje de tiros libres   | Bill Sharman   | Boston Celtics        | 84.4         |

## Premios
- Rookie del Año
  -  Ray Felix (Baltimore Bullets)

| - Mejor Quinteto de la Temporada - George Mikan, Minneapolis Lakers - Harry Gallatin, New York Knicks - Dolph Schayes, Syracuse Nationals - Bob Cousy, Boston Celtics - Neil Johnston, Philadelphia Warriors | - 2.º Mejor Quinteto de la Temporada - Jim Pollard, Minneapolis Lakers - Bob Wanzer, Rochester Royals - Paul Seymour, Syracuse Nationals - Ed Macauley, Boston Celtics - Carl Braun, New York Knicks |